# Crash Tag Team Racing
Crash Tag Team Racing is een racespel ontwikkeld door Radical Entertainment en uitgegeven door Sierra Entertainment voor de GameCube, PlayStation 2, Xbox en PlayStation Portable. Het is het twaalfde deel in de Crash Bandicoot-serie, en na Crash Team Racing en Crash Nitro Kart de derde racegame in de serie. Het is het eerste Crashspel met een PEGI-leeftijdsclassificatie die hoger is dan 3+, aangezien het spel "tekenfilmgeweld en schuine moppen" bevat.

## Spel
De speler bestuurt Crash Bandicoot, die de gestolen Krachtkristallen terug moet vinden die verspreidt liggen in de vijf verschillende gebieden in het park. De speler moet meedoen aan races en minigames om Wumpa-Munten en Krachtkristallen te vinden. Bovendien ligt er in elk gebied een edelsteen die een nieuw gebied opent.
In elk gebied zijn er een aantal poorten te vinden waar de speler nieuwe racebanen, gevechtsbanen, stuntbanen en race-minigames kan vrijspelen. De race-minigames verschillen per poort, bij sommigen moet de speler zo snel mogelijk één ronde racen, en bij anderen is het de bedoeling om tegen zoveel mogelijk obstakels aan te botsen. In het park zijn er een hoop personages met een icoon over hun hoofd die, wanneer de speler ermee praat, nieuw auto's, wapens of kleren kunnen ontgrendelen. Bij een aantal personages zijn er ook minigames te spelen wanneer ermee gepraat wordt. Om de edelsteen van elk gebied te bemachtigen is het noodzakelijk om veel Krachtkristallen te verzamelen, aangezien de edelsteen pas bereikbaar wordt als de speler een vast aantal kristallen verzameld heeft. In het park zijn echter ook nog filmpjes te ontgrendelen genaamd "Dood-O-Ramas". In deze 34 filmpjes wordt Crash telkens op een andere manier op humoristische wijze "vermoord".
De grootste vernieuwing van Crash Tag Team Racing ten opzichte van de andere racegames in de serie, is de mogelijkheid om twee auto's midden in de race samen te voegen. Dit doet de speler door een bepaalde knop in te drukken en tegen een auto van de tegenstander te botsen, waardoor de twee samenvoegen. De speler kan dan kiezen om de kar te besturen, of om met een wapen de tegenstanders van de baan te schieten.

## Stemacteurs
| Personage         | Engelstalige stem        | Nederlandstalige stem |
| ----------------- | ------------------------ | --------------------- |
| Doctor Neo Cortex | Lex Lang                 | Just Meijer           |
| Coco Bandicoot    | Debi Derryberry          | Marjolein Algera      |
| Nina Cortex       | Amy Gross                |                       |
| Crunch Bandicoot  | Kevin Michael Richardson | Hans Hoekman          |
| Doctor N. Gin     | Nolan North              | Fred Meijer           |

## Ontvangst
Crash Tag Team Racing werd wisselend ontvangen. "Als spel zit het oerdegelijk in elkaar en biedt het genoeg. Maar het is ook al ouwe koek en verstoken van enige diepgang in de gameplay. Het zijn dan ook de sterke presentatie, de goede animaties en de veelheid aan komische personages die het allemaal vermakelijk maken", concludeerde NGamer, die het spel met een 7,5 beoordeelden. GameSpot schreef, "Het race-gedeelte is nou niet echt om over naar huis te schrijven, maar de andere elementen van Crash Tag Team Racing zorgen ervoor dat het geheel een meestal vermakelijke en unieke ervaring is." Ze gaven het spel een 7,3.